# Залокар, Марко
Ма́рко Зало́кар (словен. Marko Zalokar; род. 18 июня 1990, Брежице, СФРЮ) — словенский футболист, вратарь клуба «Кршко».

## Карьера
Начал играть в словенском клубе «Кршко». Дебютировал во Второй лиге Словении в 2011 году в матче с клубом «Бела Краина».
В Первой лиге Словении дебютировал в июле 2016 года в матче с «Целе».
В 2020 году перешёл в «Муру». Впервые сыграл в основном составе в матче с клубом «Триглав». Сыграл в групповом этапе Лиги конференций в 2021 году в матче против «Витесса», пропустив 3 мяча.
1 июля 2022 года перешёл из «Муры» в клуб «Марибор» на правах свободного агента.